# Del tha Funkee Homosapien
Del tha Funkee Homosapien, pseudonimo di Teren Delvon Jones (Oakland, 12 agosto 1972), è un rapper statunitense, particolarmente impegnato nel campo dell'alternative hip hop.

## Biografia
Cugino di Ice Cube, ha iniziato la carriera nel mondo dell'hip hop proprio nel vecchio gruppo di Ice Cube, i Lench Mob, ma si distingue fortemente dal rap violento del cugino per lo humor che permea le sue liriche.
Per la Elektra/Asylum pubblica il suo album di esordio, I Wish My Brother George Was Here nel 1991, le cui produzioni sono affidate ad Ice Cube.
Nel 1993 Teren pubblica il suo secondo lavoro, No Need for Alarm, che si caratterizza per un suono diverso dalla sua prima opera, più raffinato e con venature di jazz. Il prodotto ha scarsa rilevanza commerciale, il rapper californiano lascia la Elektra e rimane in silenzio fino al 1998 quando pubblica il risultato della sua collaborazione con i rapper Casual e Souls of Mischief, Future Development esce sotto etichetta Hieroglyphics Records.
Oltre a numerose collaborazioni specialmente dopo il 2000, Del ha pubblicato altri 4 album: Both Sides of the Brain e Deltron 3030 nel 2000 (con collaborazioni di Dan the Automator e Kid Koala), Future Development nel 2001, e Full Circle del 2003.

## Discografia
- I Wish My Brother George Was Here (1991)
- No Need for Alarm (1993)
- Third Eye Vision (1998)
- Deltron 3030 (2000)
- Both Sides of the Brain (2000)
- Future Development (2001)
- Full Circle (2003)
- Eleventh Hour (2009)